# 156e division d'infanterie (France)
La 156e division d'infanterie est une division d'infanterie de l'armée de terre française qui a participé à la Première Guerre mondiale.

## Création et différentes dénominations
- 17 mars 1915 : Création de la 156e division d'infanterie
- 29 avril 1915 : prend le nom de 2e division d'infanterie du Corps Expéditionnaire d'Orient
- 15 octobre 1915 : redevient la 156e division d'infanterie
- fin 1919 : forme la division de Cilicie puis la 1re division de l'Armée du Levant (1920)

## Les chefs de la156edivisiond'infanterie
- 16 mars 1915 - 26 août 1916: général Bailloud
- 26 août 1916 - 1er mai 1918 : général Baston
- 11 juin 1919 - 12 octobre 1919 : général Dufieux

## La Première Guerre mondiale

### Composition
- infanterie :

7e régiment mixte colonial de mars à octobre 1915
8e régiment mixte colonial de mars à octobre 1915
175e régiment d'infanterie d'octobre 1915 à novembre 1918
176e régiment d'infanterie de mars 1915 à novembre 1918
1er régiment de Marche d'Afrique d'octobre 1915 à novembre 1918
2e régiment de marche d'Afrique de mars 1915 à septembre 1917 (dissolution)
- cavalerie :

1 escadron du 6e régiment de chasseurs d'Afrique de mars 1915 à juillet 1916
1 escadron du 4e régiment de chasseurs d'Afrique de juillet 1916 à novembre 1918
- artillerie :

1 groupe de 75 du 17e régiment d'artillerie de mars 1915 à juillet 1917
1 groupe de 75 du 47e régiment d'artillerie de mars 1915 à janvier 1916
1 groupe de 75 du 25e régiment d'artillerie de mars à juin 1915
1 groupe de 75 du 2e régiment d'artillerie de juin 1915 à janvier 1916
1 groupe de 75 du 25e régiment d'artillerie de janvier 1916 à juillet 1917
1 groupe de 65 du 2e régiment d'artillerie de montagne de janvier 1916 à novembre 1918
1 groupe de 75 du 3e régiment d'artillerie de marine de juillet 1916 à juillet 1917
3 groupes de 75 du 242e régiment d'artillerie de juillet 1917 à novembre 1918
102e batterie de 58 du 17e régiment d'artillerie de juillet 1916 à juillet 1918
5e batterie de 58 du 179e régiment d'artillerie de juillet à novembre 1918

### Historique
Création le 17 mars 1915, concentration dans les régions de Marseille et de Bizerte.
La 156e DI, créée par ordre du 17 mars 1915, prend le nom de 2e division d'infanterie du CEO le 29 avril.
Le 15 octobre 1915 la 2e division d'infanterie du CEO redevient la 156e DI.

#### 1915
- 2 mai – 7 août 1915 : jusqu'au 20 mai, transport, par mer, vers le cap Helles par le paquebot France, transformé en transport de troupes[1]. À partir du 6 mai, engagée, au fur et à mesure du débarquement de ses unités, dans la Bataille de Krithia : prend part, les 6, 7 et 8 mai 1915, au 1er combat du Kéréves Déré ; les 4, 21 et 30 juin, aux 2e, 3e et 4e combats du Kéréves Déré ; les 12 et 13 juillet, au 5e combat du Kéréves Déré. À partir du 13 juillet, préparatifs d'offensive.
- 7 août – 1er octobre : engagée dans le 6e combat du Kéréves Déré ; puis organisation d'un secteur.
- 1er octobre – 9 décembre : évacuation de la presqu'île de Gallipoli ; transport à Salonique. À partir du 14 octobre, occupation, à la frontière serbo-bulgare, d'un secteur au nord-est de Guiévguiéli :

21 octobre : enlèvement de Rabrovo ; actions locales, les 22 et 23 octobre.
3 - 12 novembre : offensive vers Stroumitsa ; progression jusque vers Kostourino, puis organisation et défense du terrain conquis.
- 9 – 16 décembre : retraite sur Salonique :

9, 10 et 11 décembre : défense des positions de la Boyimia, de Fourka et de Tchérnitsa. Puis mouvement de retraite en deux colonnes, vers Kilindir et Karasouli.
- 16 décembre 1915 – 5 mai 1916 : organisation du camp retranché de Salonique, entre Kiorziné et Dogandji. À partir du 20 mars, éléments détachés à 15 kilomètres au nord de Kiorziné (travaux, puis, à partir du 18 avril, occupation du front Kilindir, lac d'Ardjan).

#### 1916
- 5 mai – 29 juillet : organisation du front Kilindir, lac d'Ardjan (par la D.I tout entière).
- 29 juillet – 31 août : relève par des éléments britanniques. Regroupement au sud de Bohémitsa ; préparatifs d'offensive (éléments engagés vers Lioumnitsa). À partir du 21 août, transport par V.F dans la région Vérria, Ostrovo.
- 31 août 1916 – 2 janvier 1917 : participation à l'offensive alliée sur Monastir : jusqu'au 31 août, groupement de la D.I au sud du lac d'Ostrovo (combats près de Nalbandkeui). À partir du 12 septembre, offensive ; le 15, franchissement de la Malaréka, vers Aïtos ; le 17 occupation de Florina ; puis organisation d'un secteur devant le front Verbéni, Arménohor.

À partir du 30 octobre, poursuite de l'ennemi jusqu'aux lignes de Kénali et attaques.
À partir du 15 novembre, nouveau repli de l'ennemi jusqu'à 6 kilomètres au sud de Monastir, puis le 19 novembre, jusqu'au nord de la ville. Organisation et défense d'un secteur, à 3 kilomètres au nord de Monastir (bataille de la Tcherna-Monastir).

#### 1917
- 2 janvier – 13 mars : occupation d'un nouveau secteur entre le ruisseau de Bratindol, Ternova et la crête de Baba Planina. Éléments (176e R.I) détachés en Albanie.
- 13 mars – 1er juin : engagée dans les Tentatives pour dégager Monastir : attaques des positions ennemies vers le Péristéri et la Tservéna Sténa ; progression à l'ouest de Ternova ; le 26 mars, nouvelle attaque vers Tservéna Sténa ; puis organisation des positions conquises :

17 avril : violente attaque ennemie en direction de Dihovo.
19 avril : contre-attaque française.
- 1er juin – 25 juillet : occupation de la région de Dihovo, lac de Prespa.
- 25 juillet 1917 – 7 janvier 1918 : retrait du front. Mouvement par éléments successifs vers la région Négovani, Léskovéts. En septembre et octobre 1917, éléments engagés dans les opérations de Pogradéts.

#### 1918
- 7 janvier – 27 août : occupation d'un secteur vers les lacs de Préspa et d'Okrida (actions locales fréquentes). Des éléments sont détachés vers Gorgópi, puis vers le Serka di Légén.
- 27 août – 16 septembre : retrait du front ; repos vers Monastir.
- 16 – 29 septembre : occupation d'un secteur au nord de Monastir. À partir du 21 septembre, engagée dans la Manœuvre d’Uskub : progression vers Pribiltsi, et, le 29 septembre, jusqu'aux abords de Sop et Tsersko (Golemo Cersko).
- 29 septembre – 11 novembre : Armistice bulgare ; retrait du front ; repos vers Lopatitsa, puis vers Kitchévo(2)

## L'entre-deux-guerres
En décembre 1918, la 156e D.I est transportée en Russie méridionale (Armée du Danube (AD)). Elle part ensuite en novembre 1919 pour former l'Armée du Levant, pendant la campagne de Cilicie.

### Sources et bibliographie
- AFGG, vol. 2, t. 10 : Ordres de bataille des grandes unités : divisions d'infanterie, divisions de cavalerie, 1924, 1092 p. (lire en ligne).